# Imants Marcinkēvičs
Imants Marcinkēvičs (Valmiera, 20 febbraio 1994) è uno slittinista lettone.

## Biografia
Ha iniziato a gareggiare nel 2010 per la nazionale lettone nelle varie categorie giovanili nella specialità del doppio, da sempre in coppia con Kristens Putins; partecipò alla prima edizione dei Giochi olimpici giovanili invernali di Innsbruck 2012, dove furono settimi nel doppio e sesti nella gara a squadre.

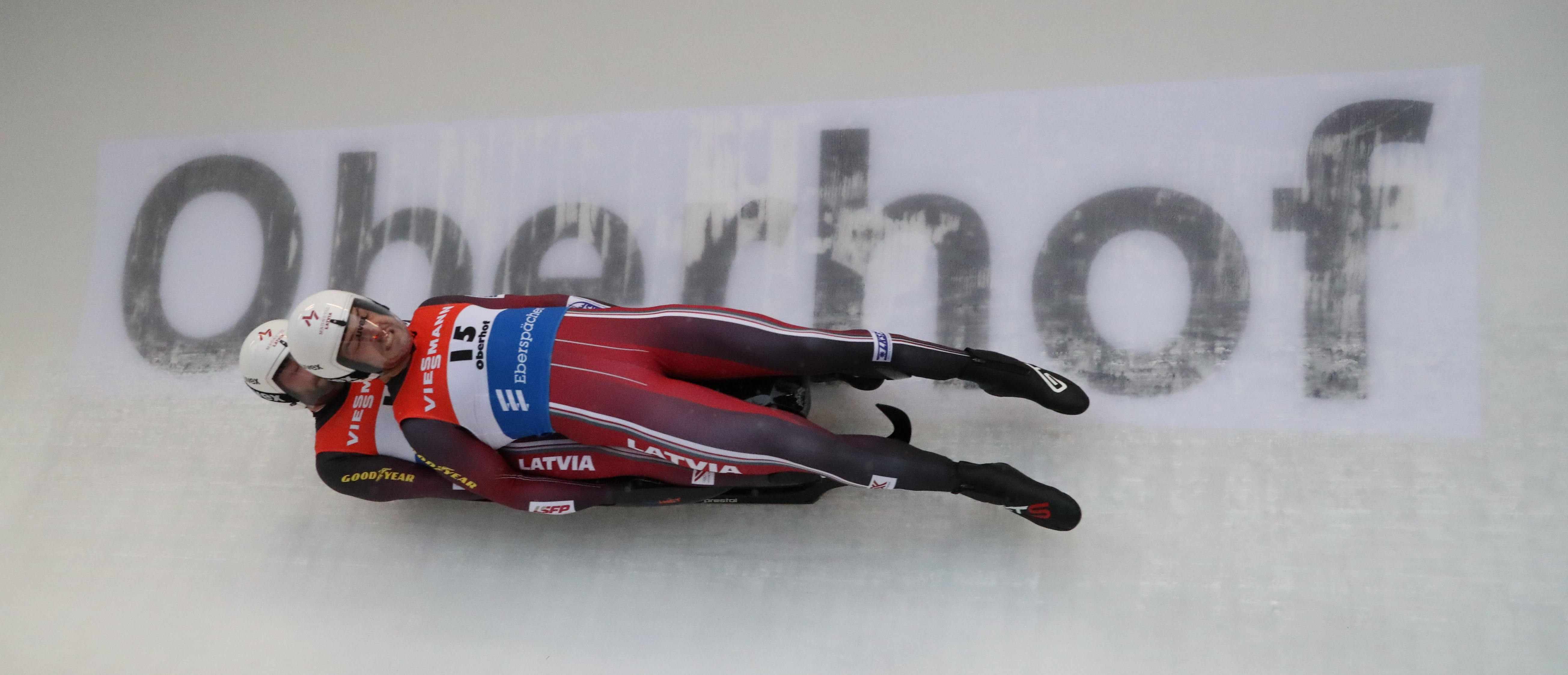
Marcinkēvičs (dietro) e Putins in gara a Oberhof nel 2020

Nel 2013 interruppe l'attività agonistica per tre stagioni sino all'inverno del 2016, quando esordì in Coppa del Mondo all'avvio della stagione 2016/17, il 26 novembre 2016 a Winterberg, dove giunse diciottesimo nel doppio; ottenne il suo primo podio nonché la sua prima vittoria il 26 gennaio 2020 a Sigulda, nella sesta tappa della stagione 2019/20, imponendosi nel doppio sprint. In classifica generale come miglior risultato si è piazzato al settimo posto nel doppio nel 2018/19.
Ha altresì preso parte a tre edizioni dei campionati mondiali. Nel dettaglio i suoi risultati nelle prove iridate sono stati, nel doppio: diciottesimo a Innsbruck 2017, nono a Winterberg 2019 e sedicesimo a Soči 2020; nel doppio sprint: dodicesimo a Winterberg 2019 e tredicesimo a Soči 2020. Nell'edizione del 2017 ha inoltre conseguito la medaglia di bronzo nel doppio nella speciale classifica riservata agli atleti under 23. 
Agli europei ha invece totalizzato quale miglior piazzamento il sesto posto nel doppio, raggiunto nella rassegna di Oberhof 2019.

## Palmarès

### Mondiali under 23
- 1 medaglia:
  - 1 bronzo (doppio a Innsbruck 2017).

### Coppa del Mondo
- Miglior piazzamento in classifica generale nel doppio: 7º nel 2018/19.
- 1 podio (nel doppio sprint):
  - 1 vittoria.

#### Coppa del Mondo - vittorie
| Data            | Luogo   | Paese    | Disciplina                        |
| --------------- | ------- | -------- | --------------------------------- |
| 26 gennaio 2020 | Sigulda | Lettonia | Doppio sprint con Kristens Putins |

### Coppa del Mondo juniores
- Miglior piazzamento in classifica generale nel doppio: 12º nel 2012/13.